# Беркли, Уильям, маркиз Беркли
Уильям Беркли (англ. William Berkeley; 1426 — 14 февраля 1492) — английский аристократ, 2-й барон Беркли с 1463, 1-й виконт Беркли с 1481, 1-й граф Ноттингем с 1483, 1-й маркиз Беркли с 1488/89 года. Член Тайного совета. Унаследовал часть земель и титулов Моубреев, от которых происходил по женской линии, одержал победу в борьбе с Толботами за наследство первых баронов Беркли.

## Биография
Уильям Беркли принадлежал к старинному роду, представители которого владели землями в Глостершире (с центром в замке Беркли) и с конца XIII века вызывались в парламент как лорды. Он был сыном Джеймса Беркли, 1-го барона Беркли второй креации, и Изабеллы Моубрей. Уильям родился в 1426 году, приблизительно в 1438 году был посвящён в рыцари, а в 1463 году, после смерти отца, получил его владения и баронский титул. На наследство претендовал и Томас Толбот, 2-й виконт Лайл, происходивший по женской линии от баронов Беркли первой креации. Этот лорд в марте 1470 года вызвал сэра Уильяма на бой, и при Нибли-Грин в Глостершире произошло полноценное сражение (последнее в истории Англии столкновение двух частных армий). Беркли, командовавший более многочисленным и опытным войском, одержал победу, а Толбот погиб в схватке.
18 апреля 1475 года сэр Уильям стал рыцарем-бакалавром. В 1481 году он получил титул виконта Беркли, 5 марта 1482/83 года был включён в Тайный совет. К этому моменту угас аристократический род Моубреев, к которому принадлежала мать Беркли. Последний заявил о своих правах на наследство, включавшее титул герцога Норфолка и обширные владения в ряде графств Англии; его конкурентом стал Джон Говард. Король Эдуард IV сделал наследником Моубреев своего старшего сына, из-за чего в 1483 году и Беркли, и Говард поддержали Ричарда III. Новый король в благодарность разделил между ними спорные земли, а сэру Уильяму в день своей коронации пожаловал титул графа Ноттингема (28 июня 1483 года). 
После гибели Ричарда Беркли признал королём Генриха Тюдора и сохранил своё положение. В феврале 1486 года он занял должность графа-маршала Англии, традиционно принадлежавшую герцогам Норфолкским, а в 1489 году получил титул маркиза Беркли. Сэр Уильям умер в 1492 году (его завещание датировано 5 февраля).

## Семья и наследство
Уильям Беркли был трижды женат: на Элизабет Уэст (дочери Реджинальда Уэста, 6-го барона де ла Варра, и Маргарет Торли), на Джоан Стрэнгвейс (дочери сэра Томаса Стрэнгвейса и Кэтрин Невилл) и на Энн Файнс (дочери сэра Джона Файнса и Элис Фицхью). Во втором браке родились дочь Кэтрин, умершая ребёнком, и сын Томас (1470 — примерно 1475). Таким образом, Беркли остался без потомков. После его смерти титулы маркиза, графа и виконта вернулись короне. Баронский титул должен был перейти вместе с основной частью семейных владений младшему брату Морису, но Уильям, недовольный братом, завещал всё королю Генриху VII и его наследникам по прямой мужской линии. Только в 1553 году, после смерти Эдуарда VI, всё это вернулось представителям рода Беркли.